# Géza II
Géza II (Tolna, rond 1130 - ?, 1162) was koning van Hongarije van 1141 tot 1162 en behoorde tot het huis van Árpád. Hij was de zoon van Béla II van Hongarije en volgde hem ook op, zij het als minderjarig heerser onder het regentschap van zijn oom van moederskant, prins Beloš van Rascia, die zichzelf het Banaat van Kroatië toekende in 1142.
Géza werd geboren in Polen. Als jongeman moest hij de aanspraak op de troon weerstaan van de bastaard Boris Conrad, zoon van de oude Hongaarse koningin Euphemia van Kiev. Géza was als volwassene een krachtig heerser. Hij ondersteunde de Welfen tegen de Hohenstaufen, en versloeg Hendrik II van Oostenrijk in 1146. Hij bood ook zijn zwager Iziaslav II van Kiev militaire ondersteuning en voerde een oorlog met de Byzantijnse keizer Manuel I Komnenos van 1149 tot 1155.

## Huwelijk en kinderen
In 1146 huwde Géza met Euphrosina van Kiev, dochter van groothertog Mstislav I van Kiev. Hun kinderen waren:
- Elisabeth (circa 1144/49 - na 1189), gehuwd met hertog Frederik van Bohemen
- Stefanus III (1147-1172), van 1162 tot 1172 koning van Hongarije.
- Béla III (1148-1196), van 1172 tot 1196 koning van Hongarije.
- Géza (1151 - voor 1210)
- Árpád, stierf op jonge leeftijd
- Odola (1156-1199), gehuwd met prins Svatopluk van Bohemen.
- Helena van Hongarije (1158-1199), gehuwd met hertog Leopold V van Oostenrijk
- Margaretha (1162 - voor 1208), gehuwd met Isaac Makrodukas en met ispán Andreas van Somogy

- Gemeinsame Normdatei: 136974570
- Nederlandse Thesaurus van Auteursnamen: 142034576
- Virtual International Authority File: 81230325
- WorldCat: E39PBJj8RGYBY7yDvBrRQrPWjC